# Shanghai yōmakikai
Shanghai Youma Kikai (上海妖魔鬼怪?), sottotitolato Demon of Shanghai è un manga scritto da Hiromu Arakawa e pubblicato dalla Square Enix sulla rivista Monthly Shōnen Gangan. L'opera è stata realizzata dal 12 aprile 2000 al 12 aprile 2006 e raccolta in solo tankōbon e contenenti soli 4 capitoli.

## Personaggi
- Jack: Un uomo che lavora per una compagnia youkai. È un uomo che ama la musica classica e abile nell'uso delle armi, tra cui la sua pistola caricata con proiettili speciali per demoni chiamati proiettili demoniaci. In passato era conosciuto Jack lo Squartatore ma dopo essere stato sconfitto dal presidente Kuo a Londra nel 1888, la sua personalità cambia completamente. L'artiglio affilato sulla mano sinistra, che era l'origine del nome, è un'arma potente che taglia facilmente youkai e addirittura metallo tuttavia lo usa solo nei momenti migliori. Non gli piace molto il nome Jack lo Squartatore. L'aspetto è molto simile di Jean Havoc della serie di Fullmetal Alchemist. Nel CD Drama è doppiato da Yasunori Matsumoto,la stessa voce di Jean Havoc nelle serie anime di Fullmetal Alchemist.
- Yang: è una ragazza che accompagna Jack e ama fare partita con lui. Ella non partecipa alle battaglie e il suo compito principale è assistere Jack. La vera identità è Dodomeki. Ci sono innumerevoli bulbi oculari su tutto il corpo, ma di solito sono chiusi. Se apre gli occhi, avrà la capacità di vedere l'interno di un edificio lontano. Nel CD Drama è doppiata da Chiwa Saitō

## Media

### Manga
La serie è iniziata sulla rivista Monthly Shonen Gangan di Square Enix dal 12 aprile 2000 al 12 aprile 2006.

### CD drama
La serie ha avuto due CD Drama prodotti dalla Square Enix; il primo è uscito il 24 marzo 2006 e il secondo il 4 aprile 2007.